# Collegio Clementino
Das Collegio Clementino ist eine Bildungseinrichtung in Rom, die im Jahre 1595 gegründet und bis 1873 von der Ordensgemeinschaft der Somasker geführt wurde. Nach der Verstaatlichung besteht es seit 1891 in Trägerschaft des Italienischen Staates als Convitto Nazionale “Vittorio Emanuele II” di Roma.

## Geschichte

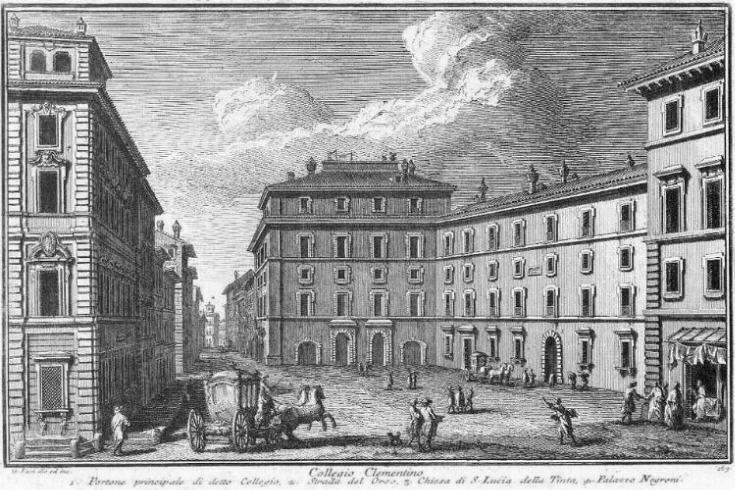
Giuseppe Vasi: Piazza Nicosia und Collegio Clementino (Mitte und rechts) im Jahre 1748. Links der Palazzo Negroni

Das Collegio Clementino verdankt seinen Namen dem Papst Clemens VIII., der es mit der Bulle Ubi primum ad summi apostolatum apicem am 5. Oktober 1595 errichtete.
Sein ursprünglicher Standort war in Rom an der Piazza Nicosia. Am 1. November 1595 wurde es der Leitung durch Somasker-Patres unterstellt, deren Ordensgemeinschaft zur Unterstützung von Waisen und Armen gegründet und von Papst Pius V. im Jahre 1568 anerkannt wurde. Mit der Gründung des Collegio Clementino betraten die Somasker Neuland, denn die Bildung von Jugendlichen der adligen Familien hatte zuvor nicht zu ihren Aufgaben gehört. Diese Tätigkeit führte dazu, dass die Somasker höheres Ansehen in den Adelskreisen der Stadt Rom genossen.
Die Planung für den Bau in der Via Nicosia stammte von Giacomo della Porta (1532–1602). Im Jahr 1604 wurde dem Collegio Clementino das vormalige Collegio della Nazione Illirica angeschlossen, dessen Sitz Papst Urban VIII. später nach Loreto verlegte. Dieser Zusammenschluss gewährte dem Collegio Clementino eine Reihe von Privilegien.
Im 17. und 18. Jahrhundert brachte das Collegio Clementino zahlreiche Kardinäle hervor, darunter Domenico Silvio Passionei (1682–1761), Francesco Maria Pignatelli (1744–1815) und Diego Innico Caracciolo (1759–1820); auch der spätere Papst Benedikt XIV. (1675–1758) studierte ab 1688 hier. Neben katholischen Geistlichen studierten auch andere bekannte Persönlichkeiten wie Donato Silva (1696–1779), der Mathematiker Giulio Fagnano dei Toschi, Alessandro Malaspina (1754–1810), Marchese Luigi Cagnola (1762–1833) und Marchese Tiberio Pacca (1786–1837) am Collegio Clementino.
Nach der Besetzung Roms durch Napoleon wurde das Collegio Clementino geschlossen und viele seiner Liegenschaften, einschließlich des Gebäudes an der Piazza Nicosia, wurden versteigert. Mit dem Ende der Napoleonischen Ära gelang es den Somasker-Patres, große Teile des Ordensbesitzes zurückzuerlangen, und sie eröffneten im Jahr 1834 das Collegio erneut.
Infolge der Einheit Italiens wurden 1873 viele Einrichtungen von Ordensgemeinschaften aufgelöst, darunter auch das Collegio Clementino, und seine Liegenschaften eignete sich der italienische Staat an. Im Jahr 1891 entstand als Folge der Lex Casati das Collegio Clementino ein weiteres Mal unter der neuen Bezeichnung Convitto Nazionale Vittorio Emanuele II in der Villa Lucidi nahe Rom. Im Jahr 2010 befanden sich im ehemaligen Gebäude an der Piazza Nicosia verschiedene Behörden.